# Roi Et (tỉnh)
Roi Et (tiếng Thái: ร้อยเอ็ด, phiên âm: Roi Ét) là một tỉnh thuộc vùng Isan của Thái Lan. Các tỉnh lân cận (từ phía bắc theo chiều kim đồng hồ) có: Kalasin, Mukdahan, Yasothon, Sisaket, Surin và Maha Sarakham.

## Tên gọi
Tên gọi Roi Et có nghĩa là 101, nhắc đến 11 thành vệ tinh ban đầu xung quanh thành chính cũng như 11 cổng thành.

## Lịch sử
Vùng đất này từng nằm dưới sự kiểm soát của đế quốc Khmer. Ngày nay vẫn còn nhiều phế tích kiến trúc Angkor rải rác trong địa bàn tỉnh, nhất là ở Ku Ka Sing, Ku Phra Kona, Ku Pon Rakkang, Ku Pon Wit, Prasat Ban Hin Kong... Tuy nhiên, lịch sử chính của tỉnh bắt đầu từ khi người Lào từ Champasak chiếm giữ gần thành Suwannaphum trong thời kỳ của vương quốc Ayutthaya. Cuối thế kỷ 18, vua Taksin di chuyển thành phố về địa điểm hiện tại, sau đó đặt tên Saket Nakhon.

## Địa lý
Hầu hết tỉnh được bao phủ bởi cao nguyên, cao khoảng 130 đến 160m so với mực nước biển và ngang qua sông Chi. Ở phía bắc là những ngọn đồi của dãy núi Phu Phan. Sông Yang là nguồn cung cấp nước chính của tỉnh. Phía Nam là sông Mun, cũng được xem là ranh giới tự nhiên với tỉnh Surin. Cuối sông Chi là nơi chảy vào sông Mun là vùng ngập lũ cung cấp đất đai màu mỡ cho việc trồng lúa.

## Các đơn vị hành chính
Tỉnh này được chia ra làm 17 huyện (Amphoe) và 3 tiểu huyện (King Amphoe) và được chia ra 193 xã (tambon), các xã được chia ra 2311 thôn (muban).
| Amphoe | | King Amphoe                                    |
| --- | --- | ---------------------------------------------- |
| 1. Mueang Roi Et 2. Kaset Wisai 3. Pathum Rat 4. Chaturaphak Phiman 5. Thawat Buri 6. Phanom Phrai 7. Phon Thong 8. Pho Chai 9. Nong Phok | 1. Selaphum 2. Suwannaphum 3. Mueang Suang 4. Moei Wadi 5. At Samat 6. Moei Wadi 7. Si Somdet 8. Changhan | 1. Chiang Khwan 2. Nong Hi 3. Thung Khao Luang |

## Biểu tượng
Biểu tượng của tỉnh thể hiện một ngôi đền nằm trong hồ nhân tạo Bueng Phalan Chai. Vị thần của ngôi đền, Mahesak, được người dân địa phương thể hiện lòng tôn kính.
Loài cây biểu tượng của tỉnh là Lagerstroemia macrocarpa.